# Curva di Keeling

Anidride carbonica atmosferica (CO_{2}), concentrazioni dal 1958 al 2023.

La curva di Keeling è un grafico che mostra l'accumulazione di anidride carbonica nell'atmosfera terrestre, sulla base di misurazioni continue effettuate presso l'Osservatorio di Mauna Loa, sull'isola delle Hawaii, dal 1958 ad oggi. La curva prende il nome dall'accademico statunitense Charles David Keeling, che ha avviato il programma di monitoraggio e lo ha supervisionato fino alla sua morte nel 2005.
Le misurazioni di Keeling hanno mostrato la prima significativa evidenza di un rapido aumento dei livelli di anidride carbonica nell'atmosfera. Secondo la dottoressa Naomi Oreskes, docente di Storia della Scienza all'Università di Harvard, la curva di Keeling è una delle opere scientifiche più importanti del XX secolo. Molti scienziati attribuiscono alla curva di Keeling il merito di aver portato per prima l'attenzione del mondo sull'attuale aumento di CO₂ nell'atmosfera.

## Storia
Fino agli anni '50, le misurazioni della concentrazione di anidride carbonica erano effettuate ad hoc in luoghi diversi. Nel 1938, l'ingegnere e meteorologo dilettante Guy Stewart Callendar confrontò i set di dati della CO₂ a Kew dal 1898 al 1901, rilevando una media di 274 parti per milione in volume (ppmv), e negli Stati Uniti orientali dal 1936 al 1938, con una media di 310 ppmv, e ha concluso che le concentrazioni di CO₂ erano in aumento a causa delle emissioni antropiche. Tuttavia, i risultati di Callendar non ottennero un consenso unanime da parte della comunità scientifica a causa della natura irregolare delle misurazioni.
Charles David Keeling, della Scripps Institution of Oceanography presso l'UC San Diego, è stata la prima persona a effettuare misurazioni regolari e frequenti delle concentrazioni di CO₂ in Antartide, e a Mauna Loa, Hawaii dal marzo 1958 in poi. Keeling aveva precedentemente testato e impiegato tecniche di misurazione in altre località tra cui Big Sur vicino a Monterey, foreste pluviali della penisola olimpica nello stato di Washington e foreste di alta montagna in Arizona.  Osservò un forte comportamento diurno della CO₂, con livelli maggiori di notte a causa della respirazione delle piante e del suolo, e valori pomeridiani rappresentativi dell'"atmosfera libera" nell'emisfero settentrionale.

## Misure del Mauna Loa

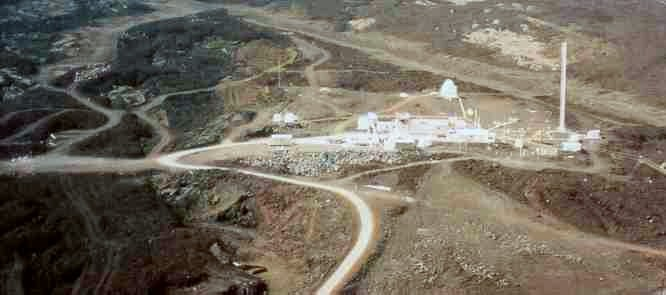
L'Osservatorio di Mauna Loa

Nel 1957-1958, l'Anno Geofisico Internazionale, Keeling ottenne finanziamenti dal Weather Bureau per installare analizzatori di gas a infrarossi in località remote, tra cui il Polo Sud e sul vulcano di Mauna Loa sull'isola delle Hawaii. Mauna Loa è stato scelto come sito di monitoraggio a lungo termine per la sua posizione remota lontana dai continenti e la sua mancanza di vegetazione. Keeling e i suoi collaboratori hanno misurato la brezza oceanica in arrivo sopra lo strato di inversione termica per ridurre al minimo la contaminazione locale dalle bocche vulcaniche. I dati sono stati normalizzati per rimuovere qualsiasi influenza dalla contaminazione locale. A causa dei tagli ai finanziamenti a metà degli anni '60, Keeling fu costretto ad abbandonare i continui sforzi di monitoraggio al Polo Sud, ma raccolse abbastanza soldi per mantenere le operazioni all'Osservatorio di Mauna Loa, che sono continuate fino ai giorni nostri. L'articolo Tellus di Keeling del 1960 presentava le prime registrazioni di CO₂ da Mauna Loa e dall'Antartide (1957-1960), evidenziando un "distinto ciclo stagionale... e forse, un aumento mondiale della CO₂ di anno in anno." Negli anni '70, era già assodato che ci fosse un aumento dell'anidride carbonica atmosferica e che questo fosse dovuto alle emissioni antropiche.
Le misurazioni dell'anidride carbonica presso l'Osservatorio di Mauna Loa alle Hawaii sono effettuate con un tipo di spettrofotometro a infrarossi, ora noto come sensore a infrarossi non dispersivo, calibrato utilizzando gli standard dell'Organizzazione meteorologica mondiale. Questo tipo di strumento, originariamente chiamato capnografo, fu utilizzato per la prima volta da John Tyndall nel 1864 registrando i tracciati a penna su un nastro. Attualmente, diversi sensori basati su laser vengono aggiunti per funzionare in concomitanza con lo spettrofotometro a infrarossi presso lo Scripps Institute of Oceanography, mentre le misurazioni NOAA a Mauna Loa utilizzano ancora il sensore a infrarossi non dispersivo.

## Risultati e interpretazione
Le misurazioni raccolte presso l'Osservatorio di Mauna Loa mostrano un costante aumento della concentrazione di CO₂ da 313 parti per milione in volume (ppmv) nel marzo 1958 a 406 ppmv nel novembre 2018, con un aumento attuale di 2,48 ± 0,26 ppmv CO₂ (media ± 2 dev std) all'anno. Questo aumento è dovuto alla combustione di combustibili fossili e negli ultimi anni ha registrato un'accelerazione. Dal momento che la CO₂ è un gas serra, questo ha implicazioni significative per il riscaldamento globale . Misure della concentrazione di anidride carbonica in antiche bolle d'aria intrappolate nei nuclei di ghiaccio polare mostrano che durante l'epoca dell'Olocene (9.000 a.C. in poi) la CO₂ era compresa tra 275 e 285 ppmv, ma ha iniziato a salire bruscamente all'inizio del XIX secolo.
La curva di Keeling mostra anche una variazione ciclica di circa 5 ppmv ogni anno, corrispondente alla variazione stagionale dell'assorbimento di CO₂ dalla vegetazione terrestre del mondo. La maggior parte di questa vegetazione si trova nell'emisfero settentrionale, dove si trova la maggior parte della terra. Da un massimo a maggio, il livello diminuisce durante la primavera e l'estate settentrionali poiché le nuove piante che crescono assorbono la CO₂ attraverso la fotosintesi. Dopo aver raggiunto un minimo a settembre, il livello risale di nuovo nell'autunno e nell'inverno settentrionali, quando le foglie muoiono e si decompongono, rilasciando nuovamente anidride carbonica nell'atmosfera.

## Eredità

### Monitoraggio globale
A causa in parte dell'importanza delle scoperte di Keeling, la NOAA ha iniziato a monitorare i livelli di CO₂ in tutto il mondo negli anni '70. Oggi, questi livelli sono monitorati in circa 100 siti in tutto il mondo attraverso il Global Greenhouse Gas Reference Network. Le misurazioni in molti altri siti isolati hanno confermato la tendenza a lungo termine mostrata dalla curva di Keeling,  sebbene nessun sito abbia un record così lungo come Mauna Loa.

### Ralph Keeling
Dalla morte di Charles David Keeling nel 2005, la responsabilità e la supervisione del progetto sono state trasferite al figlio di Keeling, Ralph Keeling. Nel cinquantesimo anniversario dell'inizio del progetto, il giovane Keeling ha pubblicato un articolo sulla rivista Science descrivendo la vita e il lavoro di suo padre, raccontando come il progetto è cresciuto e si è evoluto nel tempo.

### Riconoscimenti
Nel 2015, la curva di Keeling è stata designata "National Historic Chemical Landmark" dall'American Chemical Society. Targhe commemorative sono state installate presso l'Osservatorio di Mauna Loa e presso la Scripps Institution of Oceanography presso l'Università della California a San Diego.

### Superamento del valore di 400 ppm nel 2013
Il 9 maggio 2013, la concentrazione media giornaliera di CO₂ nell'atmosfera misurata a Mauna Loa ha superato le 400 parti per milione (ppmv). Stime della concentrazione di anidride carbonica durante le precedenti ere geologiche suggeriscono che essa non ha mai raggiunto questo livello dal Pliocene medio, ovvero da 2 a 4 milioni di anni fa.